# Société générale belge d'entreprises électriques
La Société générale belge d'entreprises électriques (SGBEE) est créée en le 25 octobre 1895 à Bruxelles. Parmi les principaux actionnaires se trouvent  
le Comptoir national d’escompte de Paris, la Banque de Bruxelles, la Banque Cassel et Cie, la Société générale des chemins de fer économiques, la Compagnie générale de chemins de fer secondaires, la  Gesellschaft für Elektrische Unternehmungen (compagnie d'entreprises électriques). 
La SGBEE  disparait en 1929 absorbée par Electrobel.

## Histoire
En 1905 ,la SGBEE possède des intérêts dans les réseaux de tramways suivants :
- Compagnie Anglo-argentine de tramways (Buenos Aires)
- Tramways du Caire
- Tramways verviétois
- Tramways de Bologne
- Tramways de Magdebourg
- Tramways et chemins de fer électriques de Rome
- Tramways électriques en Espagne
- Compagnie du chemin de fer métropolitain de Paris
- Tramways de Copenhague
- Tramways de Riga
- Tramways napolitains
- Compagnie générale française de tramways
- Tramways unis de Bucarest
- Chemins de fer du Nord de Milan.
- Tramways de Trieste
- Nouvelle Compagnie lyonnaise de Tramways

et les compagnies de transport et distribution d'électricité suivantes :
- Compagnie électrique russe Union
- Allgemeine Elektricitäts-Gesellschaft (AEG).
- Thomson-Houston Méditerranée
- Électricité du Borinage
- Société d'Électricité du bassin de Charleroi
- Compagnie hellénique d’électricité
- Énergie par le gaz
- Intercommunale d’électricité